# Pyrota terrestris
Pyrota terrestris is een keversoort uit de familie van oliekevers (Meloidae). De wetenschappelijke naam van de soort is voor het eerst geldig gepubliceerd in 1963 door Selander.